# أمندي
أمندي هي قرية في مقاطعة هريس، إيران. عدد سكان هذه القرية هو 847 في سنة 2006.